# Spasitel

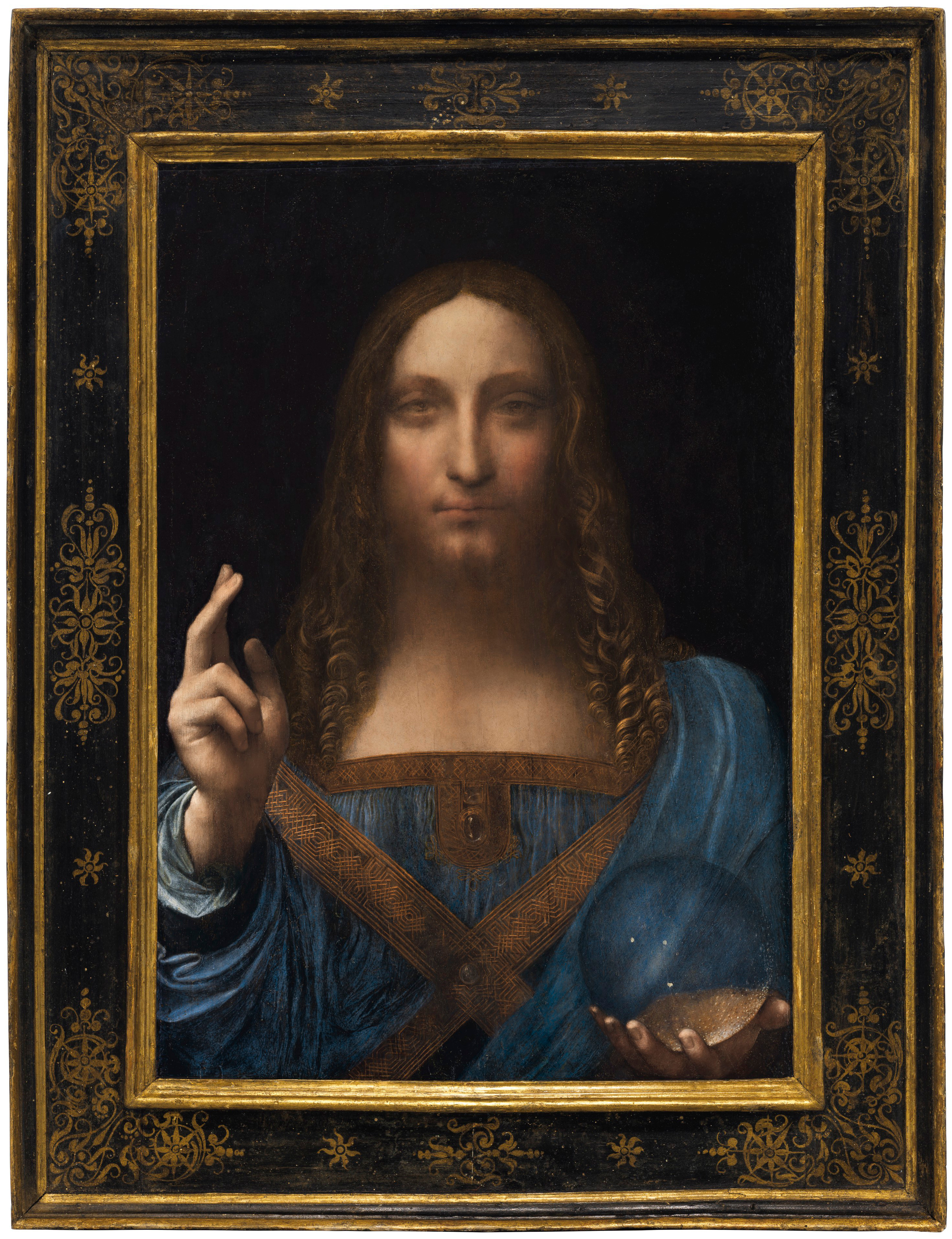
Obraz Ježíše Krista, spasitele pro křesťanskou církev. Název Salvator Mundi, autor Leonardo da Vanci, vznik okolo roku 1500

Pojem spasitel označuje osobu, která pomáhá lidem dosáhnout spásy nebo která je v určité situaci zachraňuje.
Titul „spasitel” (řecky σωτήρ sótér zachránce) byl v starořecké kultuře spojován se jmény božstev (např. Poseidón Sótér) a v období helénismu se stal též čestným přídomkem některých panovníků (např. Ptolemaios I. Sótér).
V křesťanství je označován od raných dob jako spasitel lidstva Ježíš Kristus, latinsky Salvator Mundi. S označením se v této souvislosti setkáme i v pozdější kultuře a umění – například u jednoho z výkladů akronymu IHS (Iesus hominum salvator Ježíš spasitel lidstva), jenž je devízou Tovaryšstva Ježíšova, případně v názvu některých kostelů (kostel Nejsvětějšího Salvátora) či zemí (Salvador).